# Stenopterygia kebeae
Stenopterygia kebeae är en fjärilsart som beskrevs av George Thomas Bethune-Baker 1906. Stenopterygia kebeae ingår i släktet Stenopterygia och familjen nattflyn. Inga underarter finns listade i Catalogue of Life.